# Alain de Boüard
Alain de Boüard de Laforest, dit Alain de Boüard, est un historien français né le 21 juillet 1882 à Coutras et mort le 19 février 1955 à Fontenay-sous-Bois.

## Biographie
Alain de Boüard est le fils de Sébastien de Boüard de Laforest, vérificateur de l'enregistrement des domaines, publiciste à Vannes, et de la femme de lettres Marguerite Onffroy de Verez. Il est le père de Michel de Boüard.

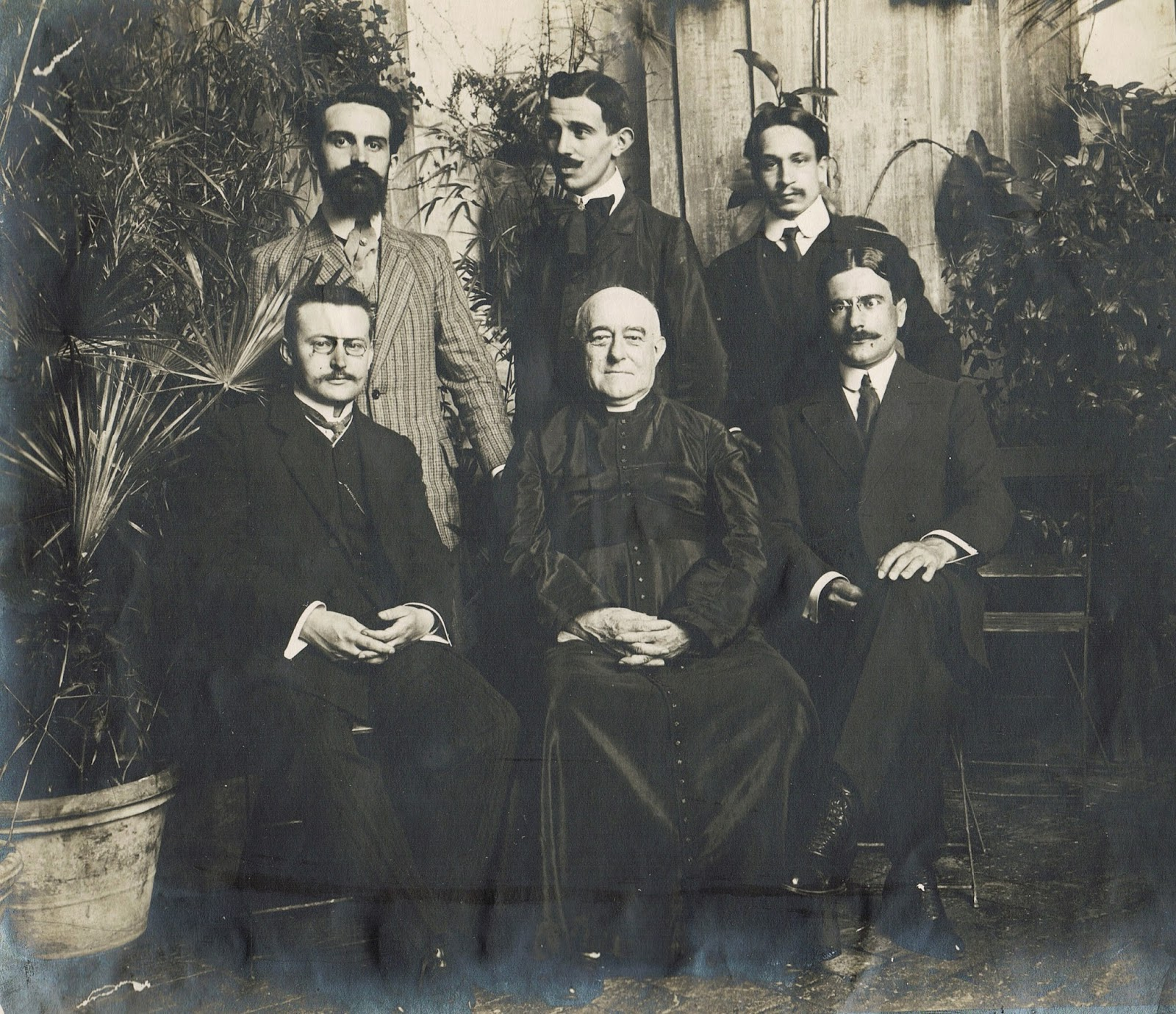
Louis Duchesne, directeur de l’École Française de Rome, avec des disciples.

Après avoir obtenu une licence de droit à l’université de Rennes, il entre en 1904 à l’École nationale des chartes, où il obtient en 1909 le diplôme d'archiviste paléographe avec une thèse sur les notaires au Châtelet. L'Académie des inscriptions et belles-lettres lui décerne le prix Jean-Jacques-Berger en 1913. Il est membre de l’École française de Rome de 1909 à 1913.
Engagé volontaire pendant la Première Guerre mondiale, il combat sur le front d’Orient en 1915, puis en Champagne. À la fin de la guerre, il est nommé aux Archives nationales, puis succède à Georges Digard à l’Institut catholique de Paris, où il enseigne les sciences auxiliaires de l’histoire. En 1920, il soutient sa thèse sur le régime politique et les institutions de Rome au Moyen Âge.
En 1923, il succède à Élie Berger à la chaire de paléographie de l’École des chartes et publie la 4e édition du Manuel de paléographie de Maurice Prou en 1924. Il forme ainsi des générations de chartistes jusqu’à sa retraite en 1953. Il préside la Société de l'École des chartes en 1952-1953. Il est l’auteur d’un Manuel de diplomatique française et pontificale.
Alain de Boüard est un proche de José-Maria de Heredia, à qui il devait apparemment sa vocation de chartiste. C’est son père, lui-même ancien combattant de Mentana et journaliste qui l’avait introduit auprès du poète. C’est sous cette influence qu’Alain de Boüard s’essaya à la poésie, publiant un recueil en 1911, Rimes latines.

## Publications
- Alain de Boüard, Table analytique du Tableau de Paris,, Paris, Mercier, 1908.
- Le régime politique et les institutions de Rome au Moyen Âge 1252-1347, E. de Boccard éditeur, Paris, 1920 (lire en ligne)
- Diplôme de Philippe Auguste instituant deux chapellenies pour l'âme de Geffroy, comte de Bretagne, librairie ancienne Édouard Champion, éditeur, Paris, 1925
- Actes et Lettres de Charles Ier, roi de Sicile, concernant la France (1257-1284). Extraits des 'Registres angevins de Naples, École française de Rome, E. de Boccard éditeur, Paris, 1926
- Manuel de diplomatique française et pontificale, tome 1, Diplomatique générale, A. Picard éditeur, Paris, 1929
- Manuel de diplomatique française et pontificale, tome 2, L'Acte privé, A. Picard, Paris, 1948

- Prix Gobert 1949 de l’Académie des inscriptions et belles-lettres